# Costa marítima de meseta de la Argentina
Se denomina costa marítima de meseta de la Argentina a la sección mayor del borde costero de ese país en su porción sudamericana, la que es bañada por las aguas del mar Argentino del océano Atlántico sudoccidental. Obtiene su nombre del rasgo principal de este litoral, las elevadas y continuas barrancas acantiladas que caen a pique sobre las aguas de la pleamar, las que representan, en el borde continental emergido, el primer escalón de una serie de mesetas escalonadas que determina un ascenso general en la altitud en dirección hacia el oeste.
Suelen ser denominadas también costa marítima patagónica de la Argentina, sin embargo, esta denominación es ambigua o parcial, pues bajo el concepto Patagonia cubriría las costas del partido de Patagones (al sur de la provincia de Buenos Aires) las que pertenecen al tramo pampeano o de llanura. Asimismo, genera conflicto en su extremo sur, ya que cubre solo parcialmente las costas fueguinas, correspondiéndole el resto a la totalidad de las costas argentinas de montaña. 
El rasgo más singular de estas costas es la península Valdés. También destacan los golfos San Matías, San Jorge, Nuevo y San José; las bahías Grande, San Sebastián, San Antonio y San Julián; las islas Tova, Tovita, Pingüino y la propia Grande de Tierra del Fuego; los estrechos de Magallanes y de Le Maire; los cabos Vírgenes, Blanco y la punta de Arenas; entre las caletas la de Valdés y finalmente entre las rías, la del Deseado.

## Descripción

### Sector que comprende
Este es una de las tres secciones en las que se divide el litoral marítimo argentino.
Comprende la totalidad de las costas de las provincias de Río Negro, Chubut y Santa Cruz, así como el tramo septentrional del sector argentino de la isla Grande de Tierra del Fuego. 

### Características generales
Las costas de meseta en la Argentina constituyen el tramo más extenso del borde territorial marítimo del país y se posicionan de manera intermedia entre las costas marítimas de llanura o pampeanas –ubicadas al norte- y las costas de montaña, las que se localizan al sur de las de meseta. Su longitud totaliza 3761 km, de los cuales 3306 km transcurren en el continente y 455 km en la isla Grande de Tierra del Fuego.
Si en el litoral de llanura (característico de la provincia de Buenos Aires) el aspecto básico era la monotonía, en la costa de meseta el paisaje cambia abruptamente, ya que la acción de las olas ha conformado un margen ribeteado donde abundan los accidentes costeros, tanto profundos entrantes, como salientes pronunciadas generan penínsulas rematadas por morros, cabos y puntas, caletas, golfos, bahías, islas y roqueríos, bancos de arena, playas y, especialmente, altos acantilados. 
El rasgo geográfico más destacado de este tramo es el borde acantilado. Este suele presentarse como una continua pared vertical de altura variable, pero que generalmente va desde los 50 a los 100 m s. n. m., la que cae a pique o en abrupta pendiente sobre las aguas en pleamar. Durante la baja mar, entre estas barrancas y las aguas costeras quedan al descubierto playas arenosas, playas de cantos rodados, restingas rocosas, pozas de marea, etc. 
En la base del acantilado frecuentemente se presentan cuevas o pequeñas cavernas, las que fueron horadadas por la abrasión del potente oleaje en pleamar; la notable amplitud de marea se encarga de inundarlas completamente y descubrirlas en seco a las pocas horas, dos veces al día.  
Regímenes de lluvias torrenciales han labrado a los acantilados costeros cortándolos y creando desde pequeños avenamientos o grandes cañadones bordeados por bardas; por medio de estos es posible acceder desde la meseta hasta las playas de canto rodado que se forman en la desembocadura.
Acceso
La costa de meseta mayormente se localiza a poca distancia de la Ruta Nacional 3, de carpeta de asfalto. Generalmente la porción terrestre entre esta y la misma ribera es recorrida por carretas provinciales, con superficie ripiada.

### Características oceanográficas
Mareas
En esta sección se dan las mayores amplitudes de mareas de la Argentina, las que son también las mayores de Sudamérica y entre las amplitudes más pronunciadas de todo el mundo. En la zona de punta Quilla se presentan amplitudes máximas (en sicigia) de más de 12 metros, mientras que las amplitudes mínimas (en cuadratura) son de 3 m.
En el tramo más septentrional las mareas son de régimen semidiurno y tienen una amplitud de entre 3,5 y 7,6 m, llegando incluso en la bahía San Antonio hasta más de 9 m (en sicigia).
En la sección austral las amplitudes de marea llegan a un máximo cercano a los 10 m.

### Geología
Los acantilados patagónicos constituyen un corte natural de la estructura geológica de las mesetas costeras, formadas por una sucesión de eventos, los que dejaron como resabios un escalonamiento de capas sedimentarias superpuestas, formadas por estratos continentales y marinos, los que frecuentemente sufrieron ascensos provocados por movimientos epirogénicos. 
En la parte baja de los acantilados de la porción septentrional se presenta un espeso nivel, de origen marino y color verdoso, portador de innumerables fósiles de bivalvos, equinodermos y crustáceos, los que se depositaron durante una ingresión oceánica durante el Mioceno tardío (Tortoniano), hace 9 millones de años. Sobre esta capa se observan dos estratos de origen continental depositados en un ambiente de desierto eólico: los médanos arenosos del pasado dejaron niveles arenosos de color gris-azulado; las lagunas que se ubicaban entre dichos médanos hoy se ven como estratos de arcillas y arenas rojizas. Ciertos niveles blanquecinos corresponden a deposiciones de cenizas volcánicas –“tobas”-, de una antigüedad Plioceno temprano. Estos estratos fueron asignados a la “Formación Río Negro”, y se componen de pelitas -arcillas y limos consolidados- y especialmente de areniscas -arenas consolidadas-. Sobre esta se sitúa otra unidad geológica, constituía por conglomerados -gravas consolidadas- de una superficie de erosión, denominada “Rodados Patagónicos”, “Rodados Tehuelches” o “Formación Tehuelche”, asignada al Pleistoceno -los últimos 1,8 millones de años-.
En otros sectores se observan acantilados sobre rocas cristalinas de origen precámbrico, correspondientes a la “Formación Chon Aique” y especialmente a la “Formación Marifil”. En los extremos del golfo San Jorge abundan las rocas eruptivas y pórfidos cuarcíferos, los que al presentar resistencia a la erosión por acción abrasiva de las aguas, han generado filosas puntas e islas rocosas. Como contraparte, estratos más débiles han permitido el avance del borde costero conformando grandes bahías o golfos, si bien algunos de estos poseen un origen tectónico.
El sector austral sufrió con intensidad el modelado producido por inmensos glaciares durante el último periodo glacial.
El último trecho se relaciona íntimamente con los Andes fueguinos, continuación de la cordillera de los Andes en el archipiélago de Tierra del Fuego. En ese limitado sector se han reportado 3 formaciones: “Bahía Thetis”, “Policarpo”, “Tres Amigos”. Su edad se relaciona a los 3 principales pulsos de levantamiento de los Andes fueguinos en el Campaniano tardío-Maastrichtiano temprano; Paleoceno medio-tardío y Eoceno medio basal.

### Clima
El tipo climático característico es el Patagónico Semiárido. Estas costas, a diferencia de lo que ocurre hacia el interior continental, son morigeradas por las aguas del mar Argentino, por lo que el calor estival es menos marcado, y como contraparte, son menos afectadas por las nevadas invernales, las que suelen durar pocos días.
El sector norte posee un clima desértico y ventoso, con 280 mm de precipitaciones anuales, mayores en la temporada fría, con heladas marcadas presentes en todos los inviernos, acompañados por suaves nevadas en algunos de ellos. 
La temperatura media anual es de algo más de 15 °C, con fluctuaciones muy marcadas tanto en el día como entre el invierno y el verano.
En el sector medio el clima es árido, templado-frío y ventoso todo el año, en especial en primavera. Los acumulados pluviométricos anuales rondan los 200 mm.
El sector austral presenta un clima estépico de «pradera patagónica», con una temperatura media anual de unos 5,5 °C, siendo una zona de las más ventosas del planeta, con vientos fuertes que soplan durante todo el año, más aún durante la primavera, principalmente del cuadrante oeste y sudoeste, pudiendo superar los 100 km/h.
En su último tramo el clima ya pase a ser transicional con el clima oceánico subpolar, o patagónico húmedo, según los autores. A causa del aumento de la oceanidad (penetrar el cuerpo terrestre de la península Mitre entre dos masas marinas) aumenta la humedad ambiente, las lluvias, el promedio de días nublados, brumosos, o con alguna precipitación. También disminuyen las disparidades térmicas, lo que da un invierno algo menos frío pero un verano fresco, en el cual pueden registrarse eventuales nevadas y heladas marcadas.

### Características biológicas

#### Ecorregiones

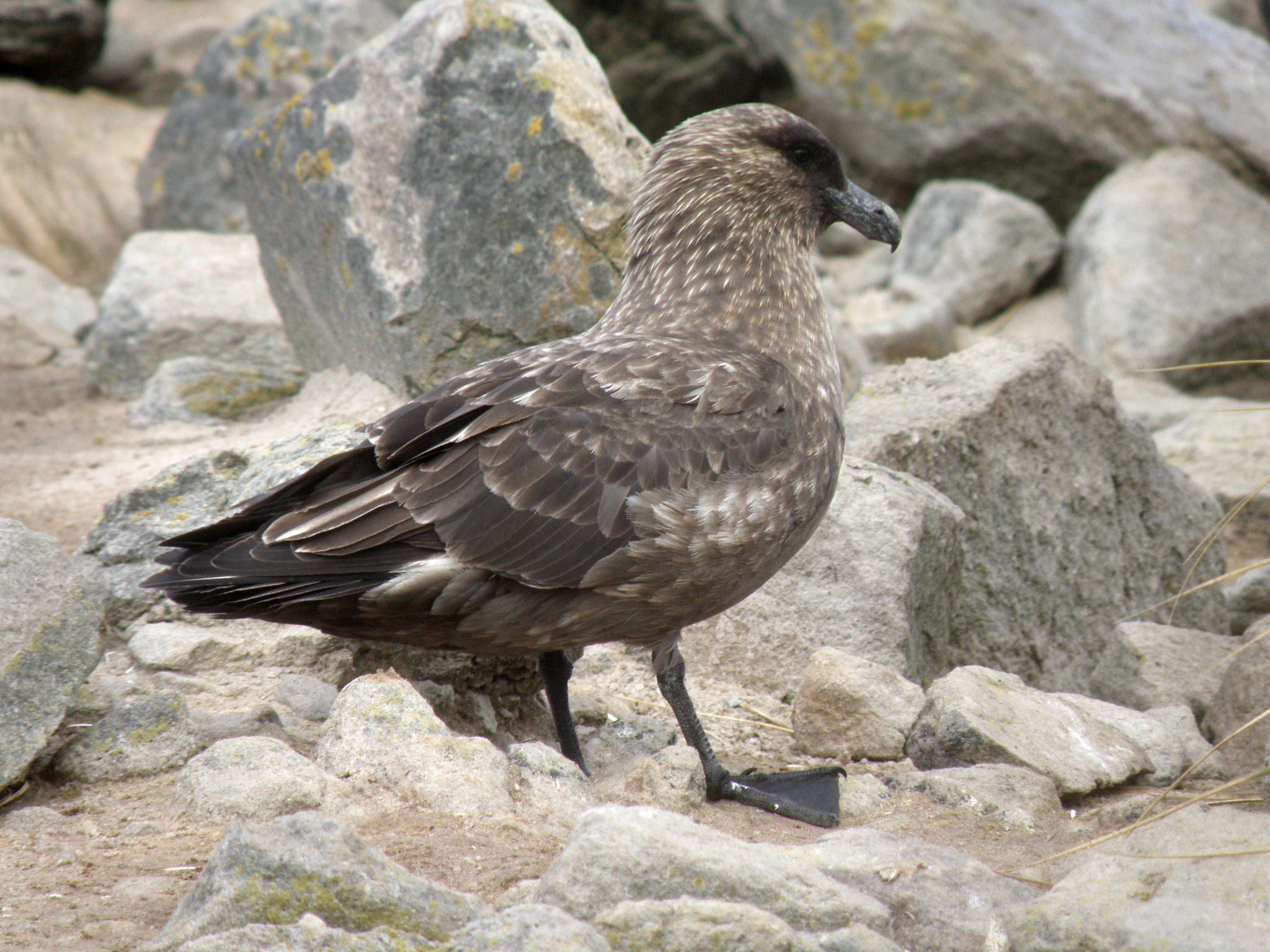
El escúa pardo subantártico es una de las aves marinas que nidifica en estas costas.

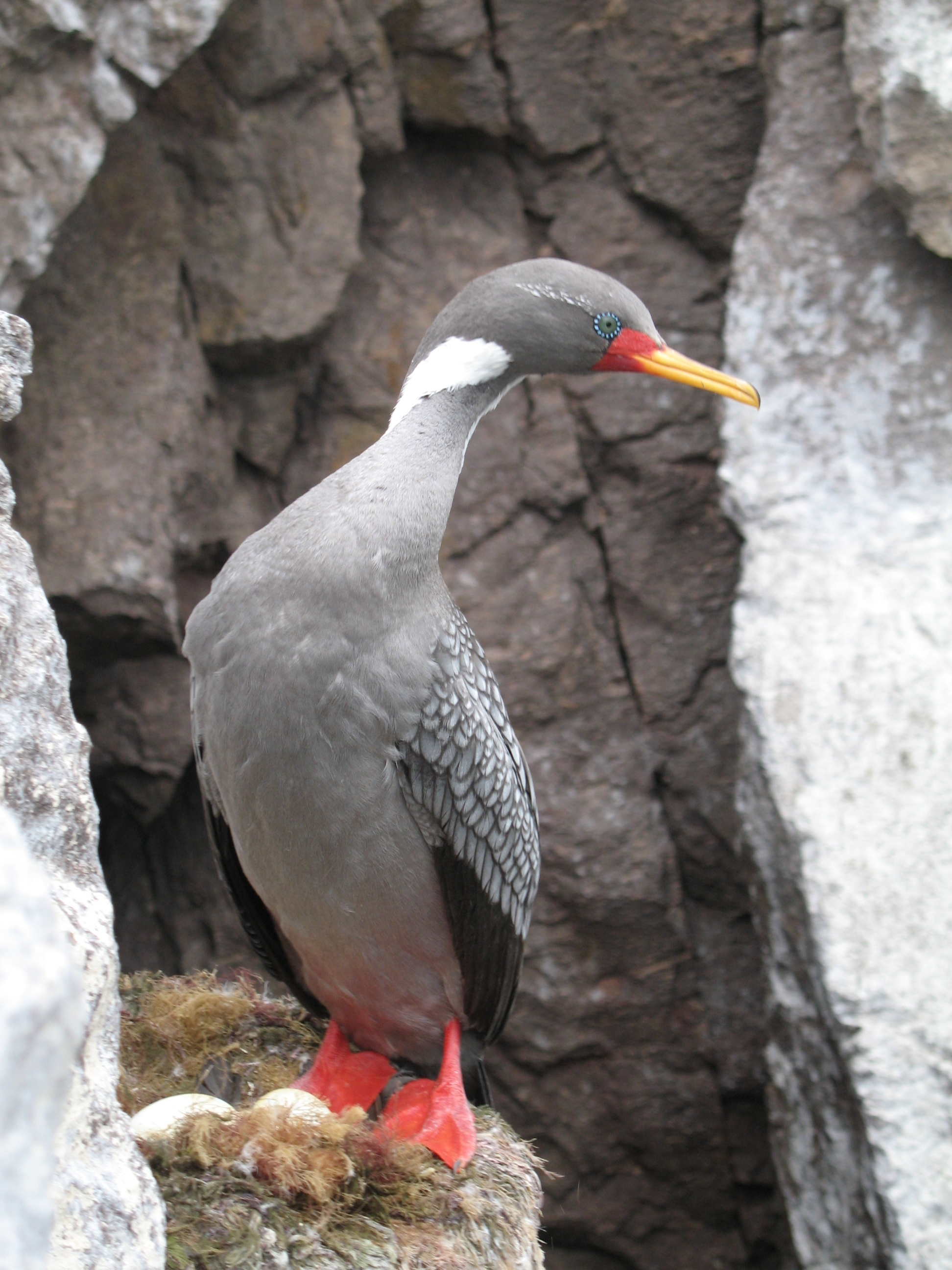
De entre las aves marinas que habitan en este litoral, el cormorán gris es una de las especies emblemáticas; allí presenta sus colonias reproductivas más australes del mundo y las únicas del Atlántico.

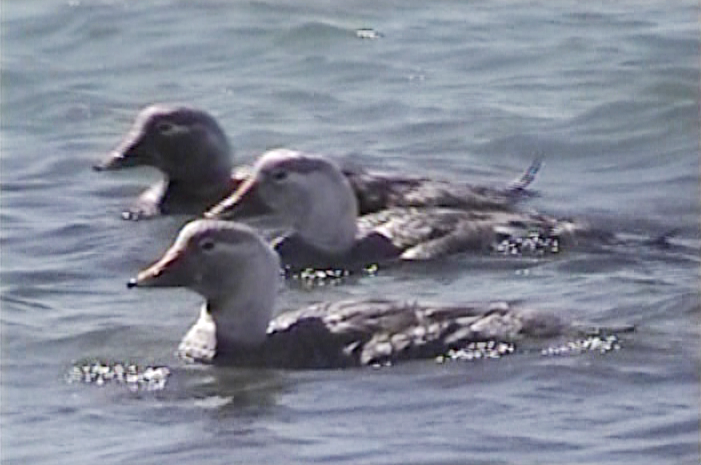
El pato vapor cabeza blanca es una anátida endémica de las costas de meseta argentinas.

Estas costas pertenecen a varias ecorregiones.
Ecorregiones terrestres
La porción septentrional se corresponde con la ecorregión terrestre del monte de llanuras y mesetas. La porción austral se incluye en las ecorregiones terrestres estepa patagónica —las situadas al norte del río Coig— y a la de los pastizales patagónicos —las situadas al sur del mismo—. El último trecho se corresponde con la ecorregión terrestre bosque subpolar magallánico.
Ecorregiones marinas
Las aguas de la porción septentrional se adscriben a la ecorregión marina golfos norpatagónicos. Las del sector austral se incluyen en la ecorregión marina plataforma patagónica. El último trecho se sitúa en la ecorregión marina canales y fiordos del sur de Chile.

#### Fauna
La fauna costera constituye el mayor atractivo turístico de estas costas. Se ha creado una industria ligada al ecoturismo que se sustenta en el mantenimiento de poblaciones vitales del recurso fauna silvestre, por el cual se crearon numerosas leyes de protección, junto con la conservación de las colonias reproductivas más importantes. 
Aves
Entre los elementos que constituyen su biodiversidad destacan las aves marinas, las que poseen colonias reproductivas, en especial en los islotes y puntas de difícil acceso por tierra. Entre estas destacan los pingüinos patagónicos o de Magallanes, los que poseen en este litoral las mayores poblaciones mundiales de la especie y las colonias más grandes fuera de la Antártida.
Otras especies de aves marinas que nidifican en estas costas son: el pingüino de penacho amarillo sudamericano, el petrel gigante del sur, el cormorán imperial, el cormorán de cuello negro, cormorán gris, el escasísimo cormorán guanay, el cormorán biguá, el endémico pato vapor de cabeza blanca, el pato vapor volador, el pato juarjal, la garza bruja, el chorlito de doble collar, 3 especies de ostreros (el común, el negro y el austral), la amenazada gaviota cangrejera, la gaviota dominicana, la gaviota austral o gris, el gaviotín sudamericano, el gaviotín pico amarillo, el gaviotín real, la skúa parda subantártico, etc.
Algunos sectores especiales en esta costa representan lugares claves que funcionan como estaciones intermedias de descanso y alimentación durante las enormes migraciones que todos los años emprenden las aves limícolas neárticas, como son los chorlos y playeros de las familias escolopácidos y carádridos, destacando los porcentajes poblacionales del playero rojizo (Calidris canutus), de la becasa de mar (Limosa haemastica), del playerito rabadilla blanca (Calidris fuscicollis), e importantes números de las poblaciones americanas del playero blanco (Calidris alba), del playero trinador (Numenius phaeopus), del vuelvepiedras (Arenaria interpres), etc.
Mamíferos

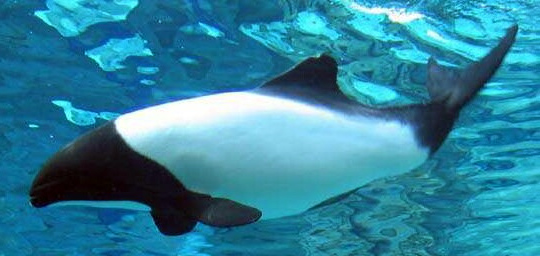
La tonina overa es un cetáceo característico de estas costas.

Los mamíferos característicos son los pinnípedos, con frecuentes colonias de lobos marinos de un pelo y elefantes marinos; estos últimos poseen aquí las únicas colonias continentales, y las ubicadas a menor latitud. Ambas especies prefieren reproducirse en playas de canto rodado en lugares abiertos o en restingas al pie de barrancas. Las de lobos marinos de dos pelos, en cambio, se sitúan en islotes escarpados o acantilados de puntas rocosas, por los que trepa muy bien. Sus colonias son mucho más escasas y poco pobladas, recuperándose a un ritmo muy lento de los estragos que causó la caza desmedida durante siglos. 
En las costas y aguas litorales abundan los cetáceos, siendo de estos el más relevante la ballena franca austral, la que es posible observar en algunos sectores profundos, a pocos metros de la ribera. La orca presenta poblaciones que realizan varamientos sobre las playas de canto rodado para capturar a los lobos marinos que forman parte de su dieta. Entre los delfines además del numeroso delfines oscuros, llama la atención la tonina overa, de curiosa coloración blanquinegra y que demuestra mucha confianza con las embarcaciones, a las que acompaña dando saltos.
Peces e invertebrados marinos
Estas costas son frecuentadas por pescadores deportivos, atraídos por la cantidad y variedad de especies de peces que es posible capturar desde la costa, de entre los cuales destacan el pejerrey malvinero y el pejerrey corno a los que se le suma el salmón de mar patagónico en las costas del norte hasta las del golfo San Jorge. Durante las horas de bajamar es posible recolectar entre las rocas descubiertas y en las pozas de marea diversos invertebrados, por ejemplo pulpos, vieiras y mejillones.

#### Fitogeografía
Fitogeográficamente, la porción septentrional de sus costas es una estepa arbustiva árida que pertenece al distrito fitogeográfico del monte de llanuras y mesetas de la provincia fitogeográfica del monte. Siguiendo hacia el sur se pasa a los distintos distritos de la provincia fitogeográfica patagónica; primero al del golfo San Jorge; luego al «subdistrito fitogeográfico patagónico central santacrucense» del distrito central, el sector austral continental se corresponde con el distrito subandino y finalmente la porción de la isla Grande de Tierra del Fuego se ubica en el distrito fueguino. El último trecho presenta cubierta de altos bosques pertenecientes al distrito fitogeográfico subantártico magallánico de la provincia fitogeográfica subantártica.

### Primitivos habitantes

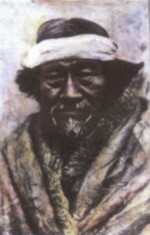
Los tehuelches eran los primitivos habitantes de estas costas en su porción continental.

Cazadores de distintas parcialidades de la etnia amerindia tehuelches o patagones fue la que primitivamente habitó las costas de meseta continentales argentinas, explotando los recursos biológicos que el área les deparaba. Se alimentaban de aves y mamíferos terrestres y marinos.
Las costas que bordeaban la porción esteparia de la isla Grande de Tierra del Fuego estaban originalmente pobladas por la etnia selknam, cuyos integrantes eran comúnmente denominados “onas”, los que fueron exterminados a principios del siglo XX.
Finalmente, la zona de la península Mitre al este del cabo San Pablo era la patria de los haush o ‘‘mánekenk’’, tal vez solo un subgrupo de los selk’nam.

## Descripción por tramos

### Costas de la provincia de Río Negro

#### Departamento Adolfo Alsina
De norte a sur, la costa de meseta comienza en el extremo oriental de la provincia de Río Negro, a partir de la margen derecha de la boca del río Negro, en el departamento Adolfo Alsina. A los pocos kilómetros, justo después de la localidad balnearia de El Cóndor, el borde costero ya toma notable altura haciéndose presente los primeros acantilados. Inmediatamente se encuentra el faro Río Negro (en la loma más alta de los acantilados); es el faro más antiguo del país de los que se encuentran aún en servicio.
Siguiendo hacia el sur se encuentra el balneario La Lobería, llamado así por la importante colonia de lobos marinos de un pelo presente en punta Bermeja. Aquí comienza el enorme golfo San Matías (de 148 km de fondo y 118 km de ancho en su boca), el cual alcanza por el sur hasta la punta Norte del extremo nordeste de la península Valdés, ya en la provincia del Chubut.  
Continuando desde punta Bermeja, el borde costero toma un rumbo general este-oeste. Esta primera etapa costera (hasta San Antonio Este) es posible recorrerla mediante la Ruta Provincial 1, en su tramo conocido como ‘‘Camino de la Costa’’. Esta carretera mayormente de ripio o tierra permite acceder a los distintos parajes y playas, entre los que se encuentran: Bahía Rosas, Bajada Echandi, Bahía Creek, Caleta de los Loros, Pozo Salado (o Punta Mejillón) y Saco Viejo.

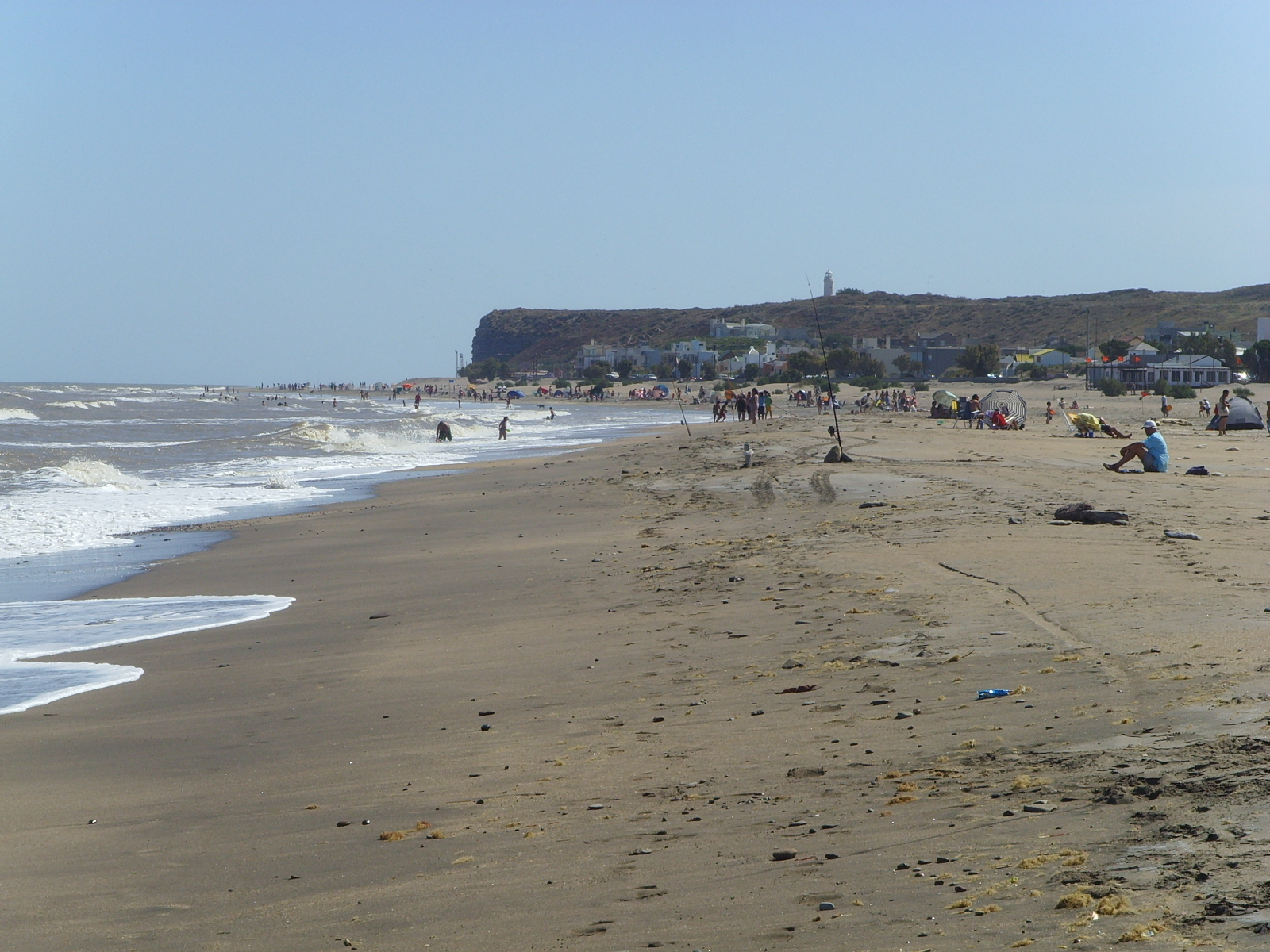
Desde el norte, el comienzo de las costas de meseta ocurre en la margen derecha de la boca del río Negro. A los pocos kilómetros, justo después del balneario El Cóndor, ya se hacen presente los primeros acantilados.

#### Departamento San Antonio

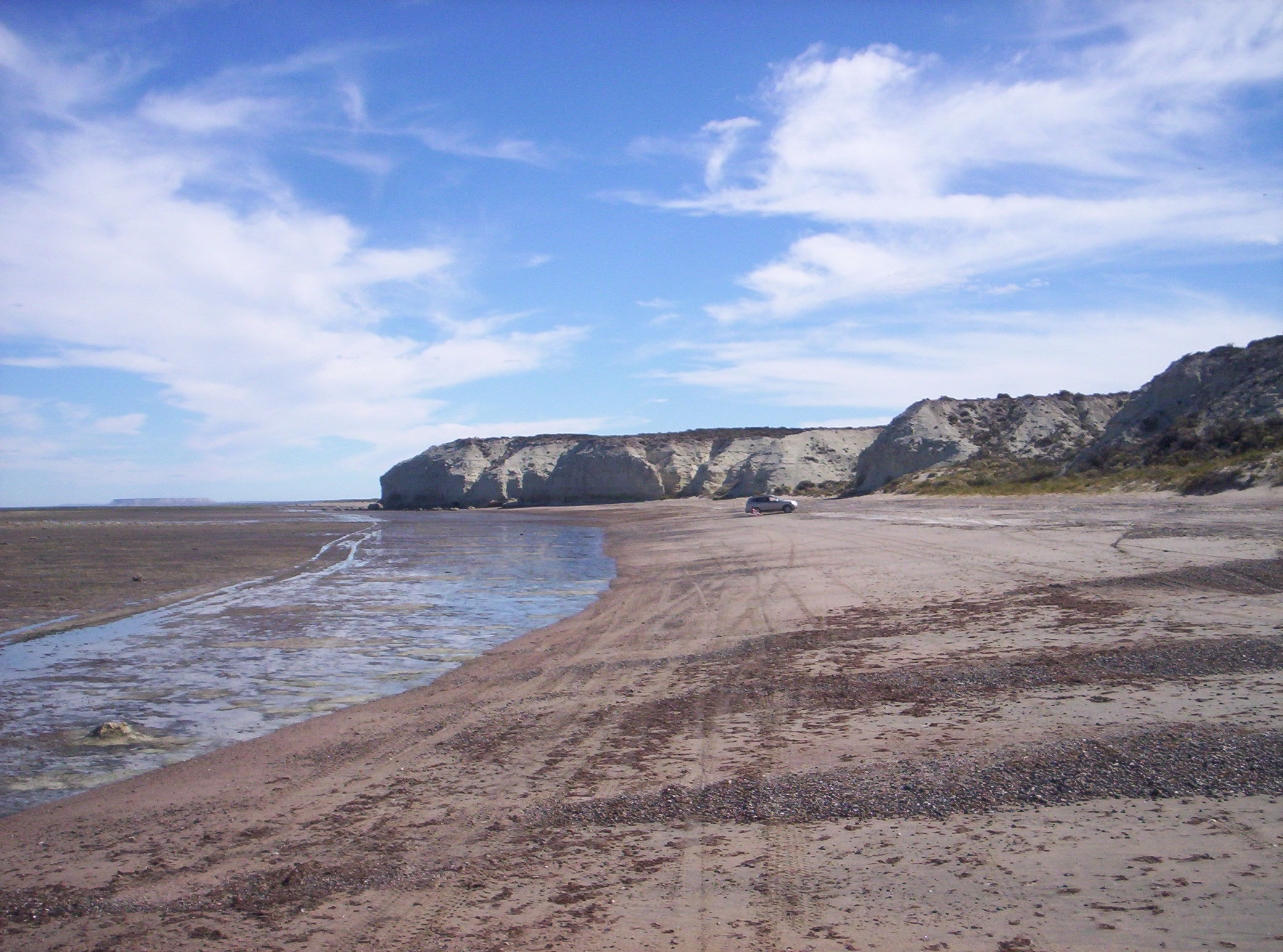
Acantilados al sur de Las Grutas, Río Negro.

Luego de transponer el límite interdepartamental y entrar en el departamento San Antonio se hace presente el saco más profundo o interior del golfo San Matías, la bahía San Antonio. Posee una superficie de 110 km², con unos 11 km de fondo y una anchura de 20 km. Sus costas son bajas, conformadas por mantos de arena, limos o cantos rodados. Al interior de la bahía son frecuentes las islas, mayormente de poca altura y superficie, pero muy importantes como sitios de nidificación de aves costeras. Son notables las mareas, con máximos en sicigia de más de 9 metros.
En las puntas que marcan su boca de entrada (la que posee una longitud de 4,2 km) se encuentran sendos puertos; en la oriental (punta Villarino, extremo de la península homónima) se sitúa la localidad de San Antonio Este y su puerto homónimo, de aguas profundas y de ultramar, mediante el cual se exporta la producción frutícola y sus derivados, generada en el valle del río Negro. En su entrada occidental se halla el puerto pesquero y ciudad de San Antonio Oeste y la planta ALPAT (planta productora de Soda Solvay).
Continuando el recorrido costero, este toma una orientación netamente norte-sur. A pocos kilómetros se encuentra Las Grutas, la ciudad netamente balnearia más importante del país fuera de la provincia de Buenos Aires. En la temporada estival es destino de decenas de miles de turistas, especialmente de las ciudades norpatagónicas.
Arrumbando hacia el sur, se presenta un tramo en donde las barrancas están generalmente retiradas hacia el interior, ascendiendo el terreno desde el mar de manera más gradual. Prosiguiendo, se encuentra el puerto de ultramar de mineral de hierro de Punta Colorada (el puerto de Sierra Grande), y la pequeña localidad balnearia de Playas Doradas. La presencia de rocas cristalinas forma la punta Pórfido, la que desprende restingas que la enlazan con el islote Lobos. Este tramo es posible explorarlo desde caminos de ripio y la también enripiada ruta provincial 9.  
Luego se presentan los únicos cursos fluviales en todo el tramo rionegrino, estos son torrentes que solo presentan aguas luego de las lluvias, permaneciendo secos gran parte del año. Los más importantes son los arroyos Salado, Verde y Sjenka. El último tramo rionegrino fue reservado a perpetuidad mediante la creación del área natural protegida Puerto Lobos.
Al cruzar el Paralelo 42 Sur y llegar a la localidad de Puerto Lobos se deja atrás la costa rionegrina y se da comienzo a la costa chubutense.

### Costas de la provincia de Chubut

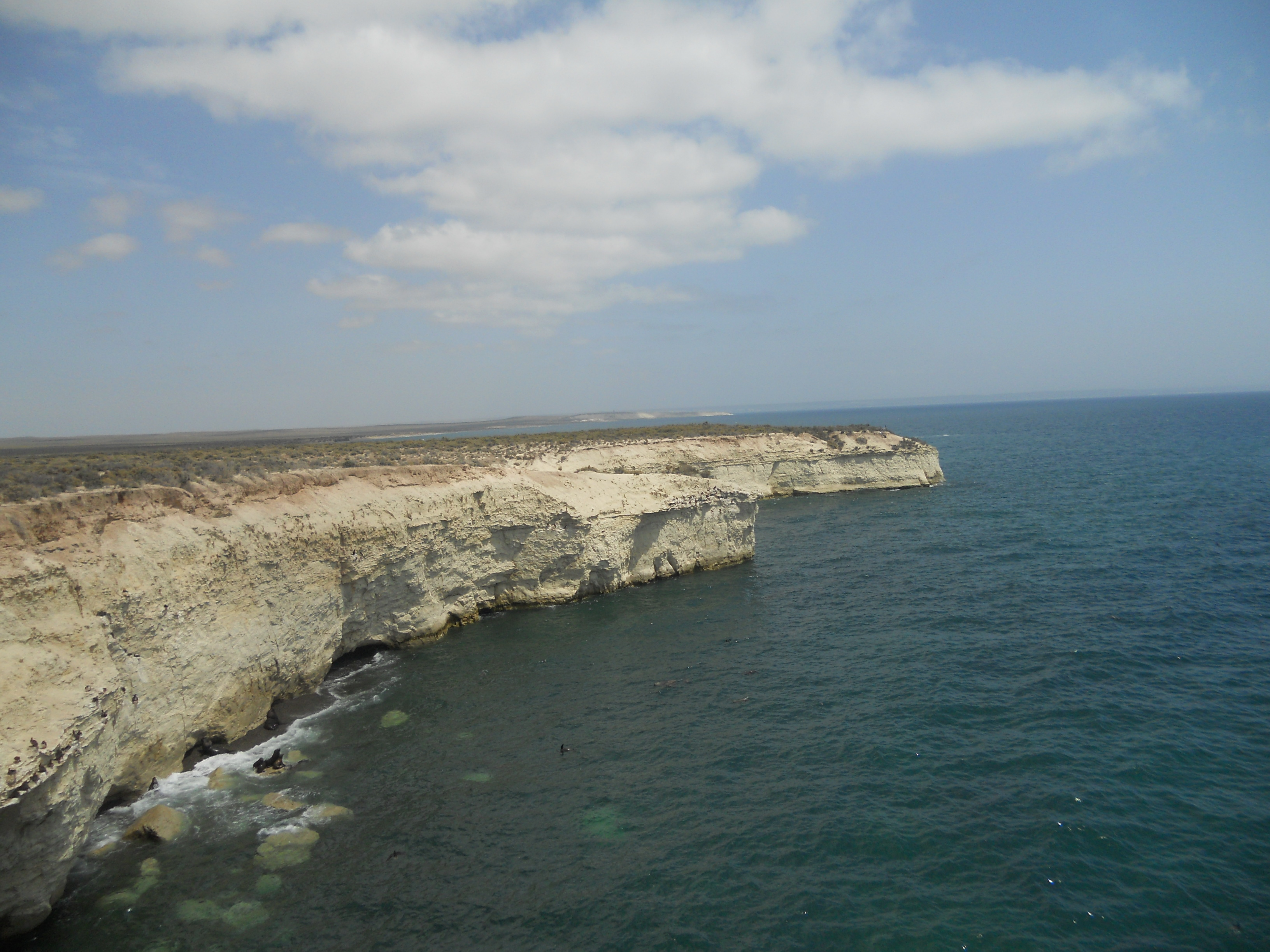
Punta Loma, en la zona de Puerto Madryn, Chubut.

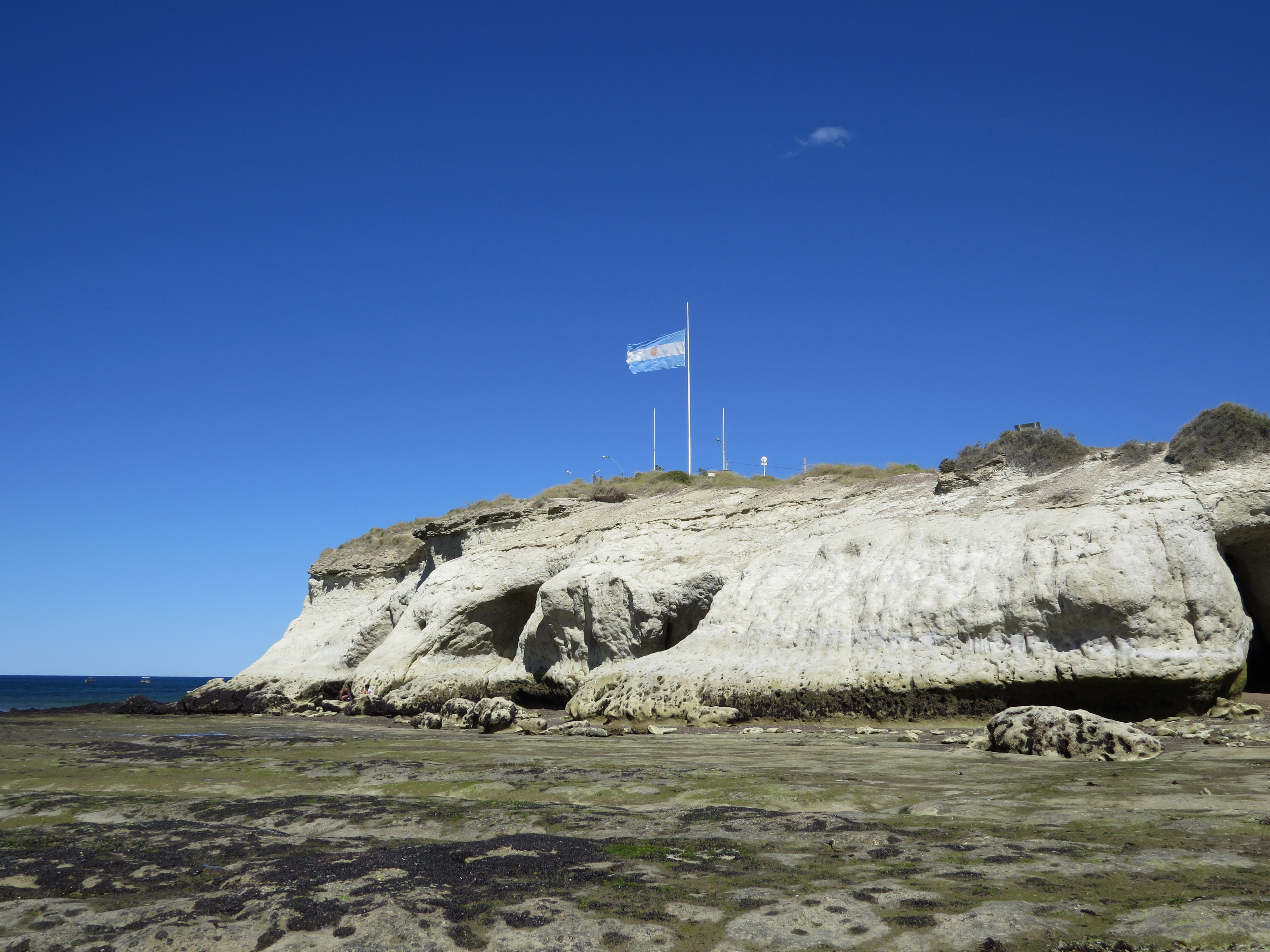
Punta Cuevas, Chubut.

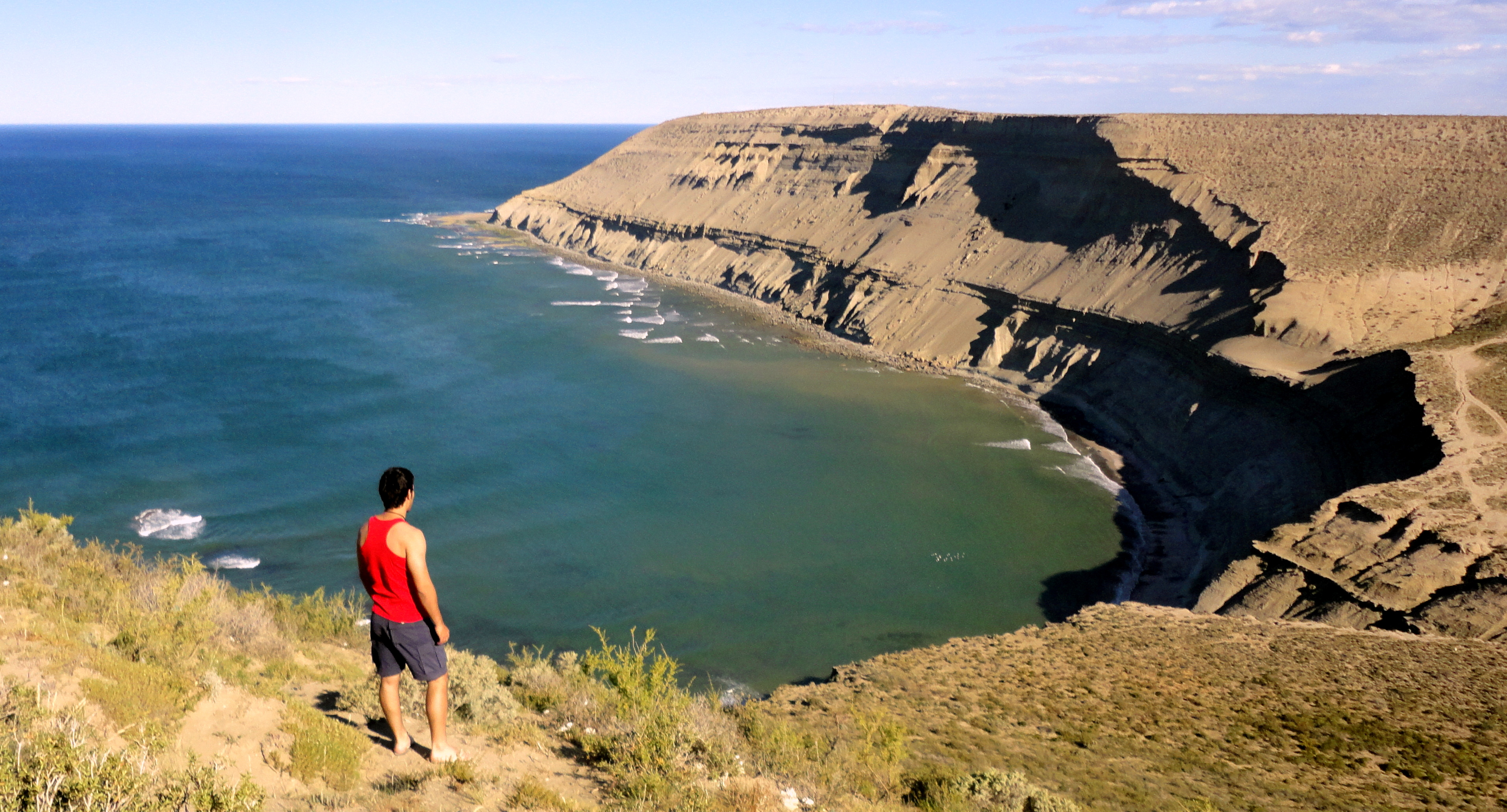
Acantilados en la punta del Marqués, Chubut.

#### Departamento Biedma
La costa de la provincia del Chubut comienza en la localidad de Puerto Lobos, en el departamento Biedma. A la misma es posible acceder desde la ruta nacional 3 (distante 20 km) mediante por la ruta provincial 60 (exRN 19). Desde la misma nace la ruta provincial 1 —es el km 0 de la misma—, también de ripio, la que discurre hacia el sur costeando el litoral marítimo primero, y luego la base de la península Valdés, el rasgo más singular de la costa argentina. Esta carretera es fundamental para conocer zonas costeras silvestres del litoral chubutense. Las aguas continúan perteneciendo al enorme golfo San Matías.
La orientación del borde costero va lentamente inclinándose más hacia el sudeste hasta alcanzar una dirección neta oeste-este, rematando en la punta Quiroga, la cual representa la boca occidental del golfo San José, enorme saco protegido. La costa pasa a recorrer la ribera de este gran golfo con rumbo sudoeste hasta alcanzar el poblado de Riacho San José (en la bahía Argentina) en la base del istmo Carlos Ameghino, “mango” que une a la península Valdés con el continente. Allí la costa toma rumbo oeste-este y flanquea las aguas del golfo San José, en las que emerge, junto a la costa, la isla de los Pájaros, una reserva biológica destacada por sus especies de aves marinas nidificantes. Luego de pasar otros accidentes, como las bahías Sarmiento y Pueyrredón y las puntas Juan de la Piedra, Gales, Logaritmo, Tehuelche, Conos y San Román, y cambiar el rumbo oeste-este primero hacia el norte y luego en dirección este-oeste, finaliza un recorrido casi circular en la punta Buenos Aires, área que constituye una reserva natural militar.
La costa continúa hacia el nordeste enfrentando al golfo San Matías hasta concluir este en la punta Norte, la cual representa el extremo nordeste de la península Valdés. Posteriormente tuerce hacia el sur, muestra las puntas Bajos (con su faro homónimo) y Bajos Sur, y desarrolla una curiosa y larga espiga de pedregullo, rematada por la punta Cero, que forma una albúfera con islas en su interior, un saco interno que se abre solo por una pequeña boca situada en su extremo austral, es la caleta Valdés. Más hacia el sur, continúan las puntas Cantor (la que cierra la boca de la caleta descrita), Hércules y Delgada, en la que se asienta el faro homónimo y que es rematada por 2 km de restingas. Luego comienza a orientarse hacia el sudoeste hasta alcanzar el Faro Morro Nuevo, el que vigila la entrada oriental del golfo Nuevo, el más abrigado de la costa patagónica, por su tamaño y profundidad. Nuevamente el borde costero trazará un recorrido circular. Comienza a orientarse primero hacia el norte, mostrando las puntas Cormoranes, Alta y Pardelas y luego la localidad de Puerto Pirámides, la más importante de la península y base del turismo de observación de ballenas francas australes. A pocos kilómetros se encuentra la punta Pirámides, la que presenta en su base una lobería que es una atracción turística. Prosigue la punta Piaggio y luego continúa hacia el oeste en semicírculo, ya dejando atrás a la península Valdés; la costa comienza a ser marginada por la ruta provincial 42. Luego se llega a las puntas Arco, Ameghino y Flecha y a la playa El Doradillo, un lugar muy accesible para observar las ballenas desde el mismo borde costero, sin necesidad de embarcarse. 
Siguen las puntas Dorado y Arco hasta que la costa topa con la ciudad de Puerto Madryn, industrial, pesquera y turística, con el mejor puerto natural de toda la Patagonia. La barranca acantilada allí se encuentra retirada de la ribera marina cerca de 4 km. La costa toma una orientación noroeste-sudeste y presenta las puntas Cuevas, Este y Loma (con una lobería protegida); luego se encuentra el Faro Cerro Avanzado.

#### Departamento Rawson
Luego del cerro Avanzado se penetra en el departamento Rawson. En este prosiguen más puntas: Ambrosetti, Conscriptos (con su faro homónimo), Craker y Ninfas, con su faro homónimo. Allí concluye el golfo Nuevo, el cual posee un nivel medio de mareas de 2,4 m. La costa pasa a tener una orientación hacia el sudoeste. El primer accidente destacado es la punta León (con una altura de 100 m s. n. m.), la cual constituye un área protegida en razón de sus colonias de aves marinas.
Finalmente ese tramo se llega a la bahía Engaño, donde se encuentra el balneario Playa Unión, que forma parte del ejido de la capital provincial, Rawson.
En el extremo sur de Playa Unión se encuentra Puerto Rawson, situado en la margen septentrional de la desembocadura del río Chubut, el cual tienen sus nacientes en los nevados cordilleranos y es el más caudaloso de los que desembocan entre el río Negro y el río Santa Cruz.
Transpuesta la boca de este río, se encuentra Playa Magagna, siempre dentro del ejido municipal de la capital. Siguiendo hacia el sur se encuentran dos puntas: Castro y Delfín.

#### Departamento Florentino Ameghino
Luego de transponer el límite con el departamento Florentino Ameghino, se encuentra aguas adentro la isla Escondida, la primera de la costa chubutense separada de la costa por aguas profundas. Prosigue la serie de puntas: Lobos, Clara y Tombo (separadas por la bahía Janssen). Esta última punta es la más conocida ya que en su base se sitúa la colonia de pingüinos patagónicos más grande del mundo, la que es objetivo para miles de turistas. En el tramo comprendido entre la punta Clara y el cabo Dos Bahías la costa es fuertemente recortada, con salientes empinados, en razón de presentarse sobre rocas cristalinas.
Luego de Tombo, continuando hacia el sur se presenta la desembocadura de la cañada Álvarez, luego la punta Atlas la que marca por el norte el comienzo de la bahía Vera, cerrada por el sur por el cabo Raso, con su faro homónimo, donde se ubicó una pequeña población del mismo nombre, la que terminó por despoblarse, tornando a la localidad en un «pueblo fantasma».
Siguiendo hacia el sur se abre la bahía Cruz, la que termina en el cabo San José, siguen las puntas Roja (por la presencia de pórfidos cuarcíferos) y Lobería; esta última abre la bahía San Sebastián hasta la punta Guanaco. Más allá continúa la importante bahía Camarones, en la cual destacan las puntas Fabián y Albatros. Esta bahía posee una serie de territorios insulares en su interior, llamadas islas Blancas, donde abundan guaneras hechas por cormoranes. En su costa se encuentra la ciudad de Camarones. Siguiendo el recorrido costero se presenta la punta Gaviota, las caletas Carolina y Sara (que rodean al cabo Frigerio) la pequela isla Moreno y finalmente cierra la bahía Camarones por el sur el cabo Dos Bahías, con un morro de 182 m s. n. m.
Este forma parte de la reserva faunística provincial Cabo Dos Bahías. 
Este cabo marca el comienzo del golfo más importante de la Patagonia, el San Jorge, el cual hasta su cierre por el sur en el cabo Tres Puntas (ya en la provincia de Santa Cruz) tiene 148 km de saco y 244 km de ancho en su boca; determinando la mayor inflexión de las costas argentinas.
En esta zona también comienza un área protegida de nivel nacional, el parque interjurisdiccional marino costero Patagonia Austral, el cual llega por el sur hasta la isla Quintano. Esta reserva marina destaca por proteger un sector del mar adyacente a la costa (tanto su lecho como su subsuelo) así como numerosos conjuntos insulares, los que suman un total de 42 islas; entre las más destacadas se encuentran las islas Arce, Cayetano, Leones, Pan de Azúcar, Tova, Tovita, Cevallos, Viana, Valdez, Quintano, Vernaci, etc. así como gran cantidad de pequeños islotes, de los cuales destacan, entre otros, el Gran Robredo y el Rojo.

#### Departamento Escalante
Continuando hacia el sur se penetra en el departamento Escalante; allí se encuentra la localidad de Bahía Bustamante, en la bahía homónima. Este es el único pueblo alguero del país. Cierra la bahía por el sur la península Gravina. Luego prosigue la caleta Malaspina, frente a las islas Vernaci, contenida por el sur por la península Aristizábal la que en su extremo posee el faro homónimo. Frente a él se encuentran las islas Coco y Aristizábal. Destaca en este tramo la presencia de rocas porfiritas.
Continúa el litoral con rumbo hacia el sudoeste, llegando al paraje de Puerto Visser. Siguiendo hacia el sur se observa junto a la costa la silueta del pico Salamanca el cual, con una altitud máxima de 576 m s. n. m. es la elevación de mayor altura de toda la costa de meseta argentina; esta se ve influenciada, por lo que en ese tramo se presentan los mayores acantilados costeros, con promedios de 90 m s. n. m.
Más adelante comienza el núcleo principal de la cuenca del Golfo San Jorge el más antiguo y prolífico yacimiento petrolífero de la Argentina, en la cual se extrae petróleo y gas natural desde pozos localizados en las costas e incluso en el litoral marino adyacente.
Siguiendo la costa hacia mayores latitudes se llega a la localidad de Rocas Coloradas, a la bahía Solano, al faro San Jorge y a la punta Novales, y luego a varias localidades petroleras: Caleta Olivares, Caleta Córdova y finalmente Comodoro Rivadavia, la que es el centro de la conurbación más poblada de la costa patagónica argentino-chilena.  
A pocos kilómetros al sur de Comodoro se encuentra la punta Borja y luego el centro urbano de Rada Tilly, con características de ciudad balnearia y de fin de semana. Está marginada por el sur por una notable y alta entrada continental en el océano, la punta del Marqués, la cual integra el área protegida homónima. Del otro lado de esta punta se encuentra la Playa Bonita, y al alcanzar la costa el paralelo 46 Sur concluye el litoral chubutense para dar comienzo a las costas santacruceñas.

### Costas de la provincia de Santa Cruz

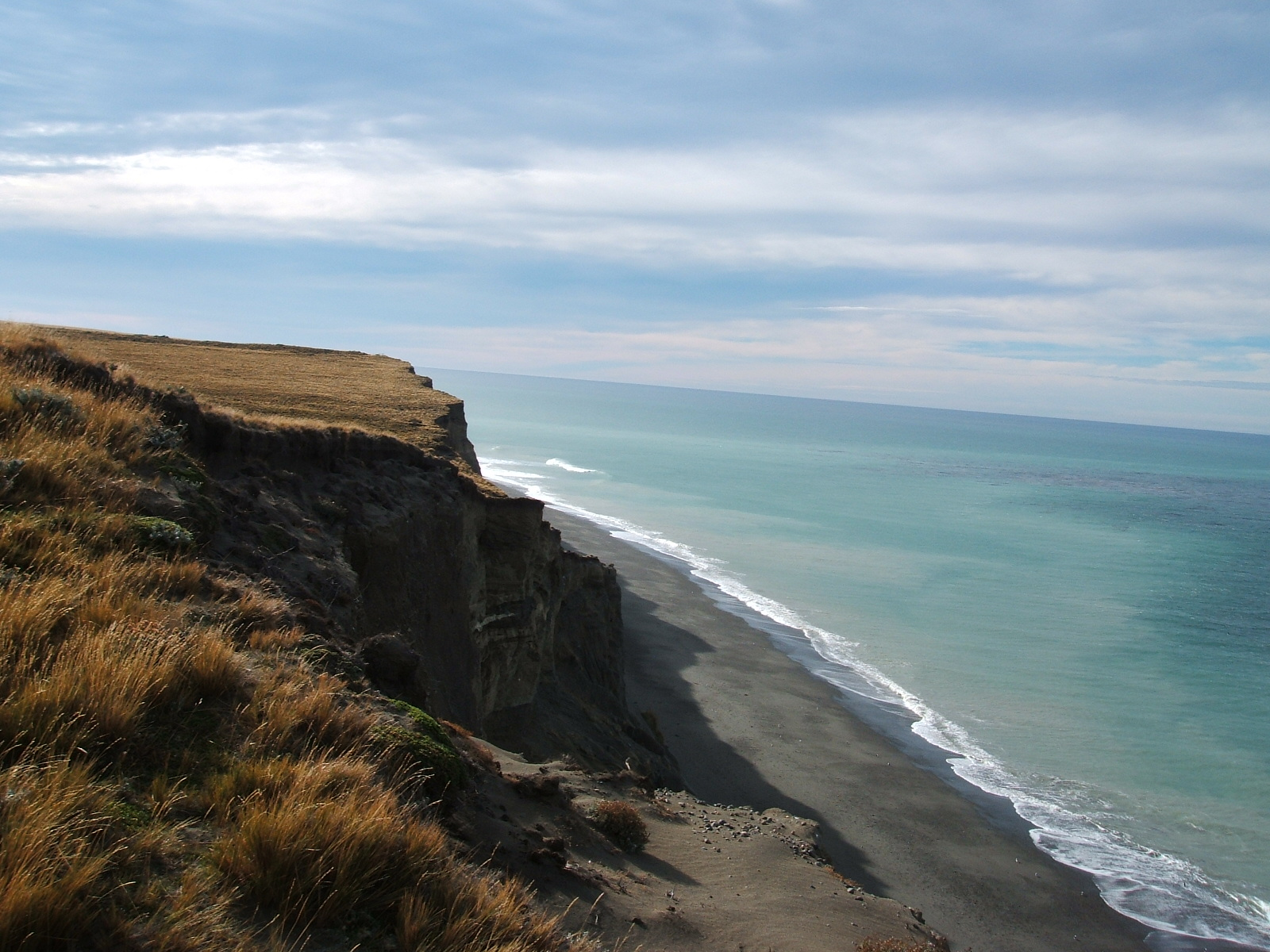
En el tramo continental, los últimos acantilados de la sección costera argentina de meseta ocurren en el cabo Vírgenes.

#### Departamento Deseado
Al trasponer desde el norte el paralelo 46 Sur se ingresa al litoral costero de la provincia de Santa Cruz, correspondiente al departamento Deseado. Aquí la ruta nacional 3 corre próxima a la costa, en varios tramos junto al borde superior del acantilado costero. Se transitan una serie de playas, marginadas por puntas acantiladas. Son concurridas en la temporada estival como balnearios y para practicar el deporte de la pesca. Entre estas se encuentran, las puntas Maqueda y Peligro y La Lobería. Siguiendo una orientación norte-sur se llega a la ciudad petrolera de Caleta Olivia. A pocos kilómetros se encuentra el puerto Caleta Paula.
La costa prosigue en dirección sudeste pasando por la punta Murphy, la bahía Lángara, y las puntas Bauzá y Casamayor. Al llegar a la bahía Mazarredo el borde costero tuerce el rumbo para tomar un neto “este”
Entre la punta Nava y la bahía Sanguineto (o Sanguinetti) se encuentra la reserva natural Monte Loayza, en cercanías del faro homónimo. Finalmente se llega el cabo Tres Puntas, el cual marca el extremo final de las costas del golfo San Jorge y el punto sur de su boca de entrada. 
Cambiando la orientación costera ahora hacia el sur, a pocos kilómetros se encuentra el cabo Blanco, el cual posee forma de hacha, al estar compuesto por unos morros rocosos de pórfidos riolíticos unidos al continente por un tómbolo bajo, de materiales sueltos. En el morro más septentrional se levantó el Faro Cabo Blanco. Algo más al sur se encuentra la punta Guzmán, luego la punta Norte y más allá la punta Foca, extremo de la península homónima. Esta marca la entrada septentrional de la ría Deseado, la más destacada ría de Sudamérica. En su extremo occidental, en la zona del Paso Gregores o Marsicano, desemboca el río Deseado, el antiguo formador de este accidente geográfico singular. El mismo es un pequeño curso fluvial, el cual desde la precordillera andina cruza la meseta esteparia en el fondo de un imponente valle. Se cree que en el pasado este río fue muy caudaloso por lo que en esa etapa se encargó de labrarlo. Se postuló que el gigantesco lago Buenos Aires (el mayor de Sudamérica) pudo descargar por el río Deseado hacia el Atlántico, hasta ser captado por la cuenca del Pacífico, a la cual hoy drena con exclusividad. Actualmente las cabeceras del río Deseado se originan en una zona próxima al sector oriental del lago nombrado, donde las lluvias son escasas. El ascenso del nivel marino habría completado el panorama actual, haciendo que las aguas del mar penetren 50 km en el continente. 
La ría posee características únicas que la hacen contar con un rico patrimonio natural. Sus azules aguas se encuentran marginadas en algunos sectores por altos acantilados de rocas rojizas pertenecientes a la formación Bahía Laura, los que en la margen norte fueron labrados por una serie de cañadones, entre los que se destacan el del Indio, el del Puerto, el Torcido, el del Paraguayo y el Giménez.
En su interior la ría es pródiga en cabos, bahías, caletas, penínsulas y bancos de arena. También abundan las islas, todas cuentan con colonias reproductivas de aves marinas y algunas también de otáridos. Entre estas destacan los islotes e islas: Chaffers, Quinta, Quiroga, de los Leones, Elena, Burlotti, etc. La boca sur de la ría (situada a unos 7 km de la boca norte, en la península Foca) es la punta Guanaco.
Ya fuera de la ría, en orientación costera hacia el sudeste, enfrenta una gran península integrada por rocas duras, las que crearon un sinfín de golfos, cabos, puntas, roqueríos e islas. Primero supera el cabo Reyes y la punta Castillo; frente a esta se encuentran las islas Castillo, Chata, Blanca y Pingüino. Esta última (posicionada a 3 kilómetros de la costa continental) es la más relevante al ser asiento de la colonia reproductiva más septentrional (y única próxima a la Patagonia continental) del pingüino de penacho amarillo sudamericano.
Mar adentro, a una distancia de 20 km de la costa, aflora la roca Bellaco, la que representa un peligro para la navegación de cabotaje. La costa toma una orientación general nordeste-sudoeste, la que mantendrá por un largo tramo (hasta la boca del río Coig). Más hacia el sur se sitúa la punta Norte, y luego la punta Pozos, la cual representa el extremo norte de la bahía del Oso Marino, rodeada por grandes afloramientos porfíricos ignimbríticos. Dentro de la bahía se encuentra la punta Azopardo, donde se sitúa la baliza homónima. A partir de esa punta se forma la bahía Azopardo, la cual concluye por el sur en el mismo punto en que lo hace la bahía del Oso Marino: la punta Pozos.
Al superar la punta Pozos se encuentra la bahía de los Nodales. En el interior de la misma se encuentran las puntas Ramos y Médanos Negros, las islas Lobos, Liebres, Guano, Schwarz, Shag, etc. así como también la ensenada Ferrer.
El límite sur de la bahía de los Nodales es la punta Medanosa (o punta Buque).
En el islote del Cabo da comienzo la bahía Desvelos, la cual termina en el cabo Guardián (con su faro homónimo). Este desprende numerosos islotes e islas pequeñas, como la isla Rasa Chica.   Luego de este cabo se localiza la bahía Laura, la cual concluye por el sur en la punta Mercedes, en la que se encuentra el Faro Campana.

#### Departamento Magallanes
El cabo Vigía es el límite con el departamento Magallanes. Continuando el discurrir costero se encuentra el cabo Dañoso y más allá hace su aparición el cabo Curioso, el que marca la profunda entrada marina denominada bahía San Julián; dado que la amplitud máxima en sicigia es de 8,3 m, queda en seco durante la bajamar, mostrando su fondo lodoso y un laberinto de canales de marea. En la margen occidental de la misma se sitúa la ciudad de Puerto San Julián. El cabo o punta Desengaño indica el final de la bahía y el comienzo de otro tramo costero rectilíneo.

#### Departamento Corpen Aike
Más al sur se entra en el departamento Corpen Aike. El Faro San Francisco de Paula es el extremo septentrional de la enorme bahía Grande, la cual posee un largo de 272 km y un ancho o penetración continental de 87 km; cuenta con una gran plataforma de abrasión, formada por las energías de las intensas corrientes de marea y del oleaje del mar abierto. La punta Cascajo (de solo 9 m s. n. m.) desprende una restinga que penetra en el mar; es el extremo de la punta Norte, la que, con una altura de 60 m s. n. m., marca la entrada septentrional de un profundo estuario (30 km), que es compartido por el río Chico y el Santa Cruz. Este último es el más importante del territorio patagónico al sur del río Negro. En la margen derecha del estuario se encuentra la ciudad de Puerto Santa Cruz y casi en su boca el Puerto de Punta Quilla, importante puerto de ultramar, y donde se presentan las mayores amplitudes de mareas del país, con máximas en sicigia de más de 12 metros. Las restingas que se observan son de estratos sedimentarios, con abundantes restos de moluscos fuertemente cementados. Un banco de fango se interpone en su boca. La punta Entrada marca el deslinde de su boca por el sur, en proximidades del Faro Santa Cruz. Dicha punta posee una altura de 160 m s. n. m.
Siguiendo la costa hacia el sur se mantiene sumamente elevada (entre 120 y 150 m s. n. m.) penetrando de este modo en el parque nacional Monte León, el cual protege importantes colonias de aves y mamíferos marinos. Su nombre se origina en el cerro o monte homónimo, con una altura de 220 m s. n. m.

#### Departamento Güer Aike
Continuando hacia mayores latitudes se pasa al departamento Güer Aike, con alturas de barranca del orden de los 150 m s. n. m., y algunos cerros costeros de más de 200 m s. n. m. La punta Norte indica la boca de entrada del estuario en que desemboca el río Coig, una hendidura pequeña pero reparada por bancos. En su margen izquierda se encuentra la ciudad de Puerto Coig. La entrada de su boca austral es señalada por la punta Montes.
La costa sigue rectilínea en dirección al sudsudeste hasta llegar al cabo Buen Tiempo (promontorio con una altura de 105 m s. n. m.), el cual anuncia por el norte a la ría estuarina en que desemboca el río Gallegos, la que en su margen derecha cuenta con la ciudad de Río Gallegos, la capital provincial. Dentro de la ría pero próximo a su boca (cercana a su ribera septentrional) se encuentra la isla Deseada. En la margen opuesta, en el extremo sur de la ría se sitúa la localidad de Punta Loyola, con instalaciones de almacenamiento de petróleo y carbón mineral, y el muelle «Presidente Illia», puerto que opera con carga y descarga de barcos mineraleros. También se encuentra la Estación Punta Loyola, que es el punto de destino final del Ramal Ferro Industrial de Río Turbio, ferrocarril que comunica con Yacimiento Río Turbio (carbonífero). La punta Bustamante (con una altura de 32 m s. n. m.) cierra por el sur la desembocadura de este estuario, la cual es obstruida por el banco de pedregullo denominado Oliver.
Siguiendo el borde costero hacia mayores latitudes, se recorre un tramo rectilíneo con neta orientación noroeste-sudeste, con altos acantilados cortados por escasos cañadones, entre los que se encuentra el cañadón Lucacho.
Finalmente se alcanza el cabo Vírgenes (con una altura de 46 m s. n. m.), saliente relevante en muchos aspectos. Es el extremo austral de la bahía Grande; allí se encuentra el Faro Cabo Vírgenes, el más austral de la porción continental argentina. También posee el último acantilado marítimo argentino en el continente. Ateniéndonos a la edición vigente a fines de 2019 de la publicación: «Límites de los mares y océanos» de la Organización Hidrográfica Internacional, esta punta representaría el punto más austral de la costa atlántica del área continental de América y, a su vez, ese cabo constituiría la frontera oriental del Estrecho de Magallanes y el límite bioceánico entre los océanos Pacífico y Atlántico. Si bien ha habido un proyecto que propuso —en el año 2001— que el límite sea trasladado a la punta Dungeness, el mismo no logró ser efectivizado. Por último, también el cabo Vírgenes es, desde 2004, el punto de arranque de la ruta argentina de mayor extensión, y la más importante respecto al turismo internacional: la Ruta 40, la que recorre 5224 km hasta Bolivia, trepando desde el nivel del mar hasta los 5000 m s. n. m..
Todavía restan cubrir los últimos 10 kilómetros de esta sección costera argentina en su porción continental. Ya no está bordeada por los altos acantilados característicos del tramo que llegaba, por el norte, hasta el cabo Vírgenes, ya que desde allí estos tuercen bruscamente hacia el oeste para acompañar la ribera septentrional del Estrecho de Magallanes. La costa argentina en cambio, prosigue recostada en una lengua de restos morrénicos que forman una llanura baja de arena y pedregullo, los que delinean una suave bahía en la que se encuentra la reserva natural Cabo Vírgenes, creada para proteger la segunda mayor colonia del mundo de pingüinos magallánicos, con alrededor de 250 000 ejemplares. Finalmente en el extremo sur de la punta Dungeness, luego del faro homónimo chileno, concluye el litoral costero santacruceño, al igual que el argentino en el continente. En sus proximidades, a ambos lados de la frontera, se encuentran pozos petrolíferos y de extracción de gas natural, tanto en tierra firme como en las aguas litorales. Cruzando el Estrecho de Magallanes prosiguen las costas marítimas de meseta pero ya en otra jurisdicción provincial.

### Costas en el archipiélago fueguino

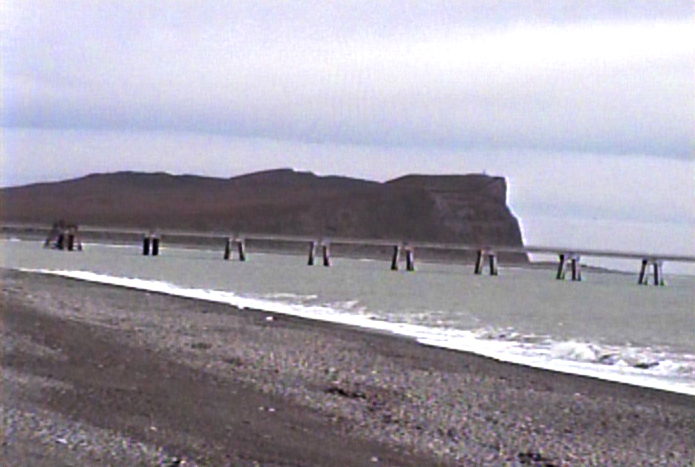
Muelle del Puerto Caleta La Misión y detrás, el cabo Domingo, tramo costero argentino de meseta en el litoral fueguino.

Del cabo del Espíritu Santo a Río Grande
Del lado sur de la boca oriental del Estrecho de Magallanes las costas argentinas de meseta continúan ya en la provincia de Tierra del Fuego, Antártida e Islas del Atlántico Sur, específicamente en el litoral nordeste de la isla Grande de Tierra del Fuego, perteneciente al departamento Río Grande.
El primer accidente costero fueguino argentino es el cabo del Espíritu Santo, el que marca la boca austral del Estrecho de Magallanes y la unión de los océanos Pacífico y Atlántico. Es parte de un cordón litoral de altas barrancas que nace en la chilena punta Catalina, encontrándose el hito limítrofe a una cota de 55 metros sobre el nivel del mar.
Desde allí, la costa continúa manteniendo una dirección general noroeste-sudeste. 800 metros más allá del cabo se encuentra el Faro Magallanes. Más al sur aparece el cabo Nombre y luego la península El Páramo, una larga espiga de cantos rodados y baja altura que culmina en el cabo denominado punta de Arenas, donde se encuentra el Faro Páramo.
Esta península separa las aguas abiertas del mar Argentino de las de la bahía de San Sebastián, enorme escotadura que constituye el accidente costero más notable de todo el sector fueguino argentino. Su fondo es lodoso, y queda al descubierto diariamente por acción de las mareas, que allí presentan diferencias de casi 10 metros. El borde costero de esta bahía es casi circular, por lo que primero toma rumbo noroeste marginando a la península El Páramo, en la base de esta tuerce hacia una dirección sudoeste, luego hacia el sur, y cuando comienza a inclinarse hacia el sudeste es marginada por la pequeña localidad de  San Sebastián. Luego de la misma la orientación oeste-este de la ribera encuentra a la punta Basílica y continúa desarrollándose hasta el extremo sur de la boca de la bahía San Sebastián, el cabo homónimo (con una altura de 50 m s. n. m.); a partir de este la orientación general pasa a redireccionarse hacia un rumbo noroeste-sudeste.
La elevada ribera prosigue hacia el sur, superando la punta Sinaí y prolongándose hasta la desembocadura del río Chico, estando su boca marginada por la derecha por el promontorio denominado cabo Domingo el que, con una altitud de 90 m s. n. m., es coronado por el faro homónimo. Luego de este, a 2500 metros se sitúa la obra portuaria inconclusa denominada «Puerto Caleta La Misión». Frente a la misma se encuentra la artificial isla de los Lobos. En este tramo la barranca no es tan elevada, marginando el complejo educativo, cultural e histórico denominado Misión Salesiana «Nuestra Señora de la Candelaria». Luego de este se llega a la única ciudad de la costa atlántica fueguina, Río Grande la que se encuentra en la margen izquierda de la desembocadura del río Grande. En su margen derecha la boca está bordeada por la punta Popper.
De Río Grande al cabo San Diego
Luego de esta punta el tramo del borde costero con las mismas características —bajo, rectilíneo y marginado por extensas planicies de marea— prosigue hacia mayores latitudes con rumbo sudeste durante 11 km, hasta concluir en el cabo Peñas (con su faro homónimo). Este es el extremo de una península mesetiforme en forma de martillo, de 3 km de largo por 600 metros de ancho, circunscripta por altas barrancas de más de 30 metros de altura, que caen directamente al mar durante la pleamar. La punta desprende hacia el mar la “restinga Peñas”, de las que destaca un islote de más de 100 metros, pero de muy baja altura, el que se encuentra a 1800 metros de la costa.
La costa elevada continúa con orientación general noroeste-sudeste, formando la ensenada de la Colonia, limitada por el sur por la punta María. Luego ocurre la desembocadura del río Fuego y los cabos Auricosta, Viamonte y Ewan, este último junto a la desembocadura del río Ewan. Los siguientes accidentes son los cabos Santa Inés, del Medio y Ladrillero (enfrentado por la «roca Champion») el cual contiene por el norte a la bahía Quemada (con otra algo más profunda llamada caleta San Pablo); en ella desemboca el río Ladrillero. El borde sur de esta bahía es el cabo San Pablo, un monte aislado, muy característico por su forma redondeada, el cual penetra unos 1200 metros en las aguas de pleamar.
Hacia el sur se encuentra una bahía poco profunda en la cual desemboca el río San Pablo, y que deja expuesta su fondo durante la bajamar. En ella destaca un enorme pecio: el «Desdémona». El cierra de la misma por el sur es la punta Gruesa.
Luego prosiguen los cabos Irigoyen, Campo del Medio y Colorado, y luego desemboca el río Irigoyen, el que oficia de límite con el departamento Ushuaia. En esta zona se pasa lentamente a recorrer el borde norte de la enorme península Mitre, a la que le corresponde gran parte del tercio oriental de la isla Grande. Siguen los cabos Malengüena, José, Leticia y Noguera. A partir de este la costa está netamente orientada oeste-este, encontrando una serie de caletas, primero la profunda caleta Policarpo —en la desembocadura del río homónimo— y luego las caletas Centenario y Falsa. En este última, al pie del monte Bilbao (de 510 m s. n. m.), se estableció el 10 de enero de 1765 el primer asentamiento de occidentales en todo el archipiélago fueguino, denominado “Puerto Consolación”, en razón del naufragio del buque “La Purísima Concepción”. El poblado conformado por los 193 náufragos estuvo habitado por 3 meses hasta que lograron construir una embarcación sobre la que pudieron regresar a Buenos Aires.
La costa, orientada algo hacia el nordeste, remata en el cabo San Vicente, el cual cierra por el oeste a la bahía Thetis, ubicada a pocos kilómetros al oeste del cabo San Diego, extremo noroccidental del estrecho de Le Maire (el cual separa la isla Grande de Tierra del Fuego de la isla de los Estados). Se considera que este pronunciado cabo es el extremo final austral de la costa marítima de meseta de la Argentina. Más allá da inicio la costa marítima de montaña de dicho país, al comenzar el litoral a ser marginado por la sección oriental cordillerana de los Andes fueguinos.